# Pieter van Vollenhoven
Pieter van Vollenhoven (Schiedam, 30 aprile 1939) è un giurista olandese, membro della famiglia reale olandese come marito della principessa Margherita.

## Biografia

### Infanzia e studi
Peter van Vollenhoven Jr. è nato il 30 aprile 1939 a Schiedam, dal capo di stato maggiore Pieter van Vollenhoven Sr. (1897-1977) e Jacoba Gijsbertha Stuylingh de Lange (1906-1983). Aveva un fratello maggiore, Willem Jan (1934-2006).
Frequentò le scuole elementari alla De Rotterdamsche Schoolvereniging e le superiori al Montessorilyceum di Rotterdam, dove ha conseguito il Gymnasium-B nel 1959. In seguito ha studiato giurisprudenza all'Università di Leida, completando gli studi in diritto olandese nel 1965.

### Fidanzamento e nozze

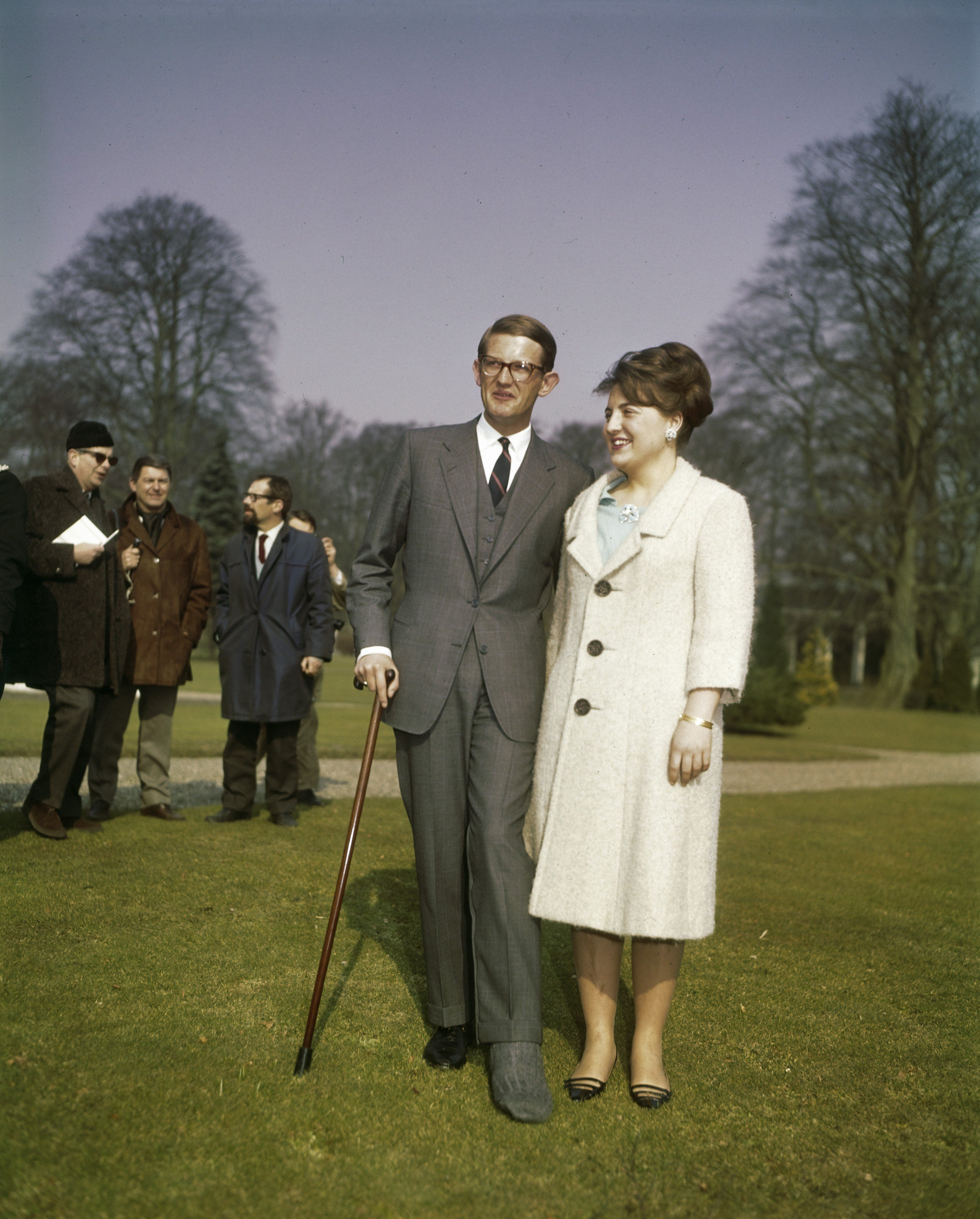
Pieter van Vollenhoven e Margherita dei Paesi Bassi nel 1965

Durante gli studi universitari conobbe la principessa Margherita. Il loro fidanzamento venne annunciato il 10 marzo 1965 e convolarono a nozze il 10 gennaio 1967 presso la Chiesa Grande dell'Aia.
Andarono ad abitare nell'ala destra del palazzo di Het Loo ad Apeldoorn e, dal 1975, vivono nella Huis Het Loo. Non possiede un titolo nobiliare e viene indicato come "professore" e "signore". È inoltre il primo cittadino ad aver sposato un membro della casa reale olandese.

### Carriera

#### Settore militare

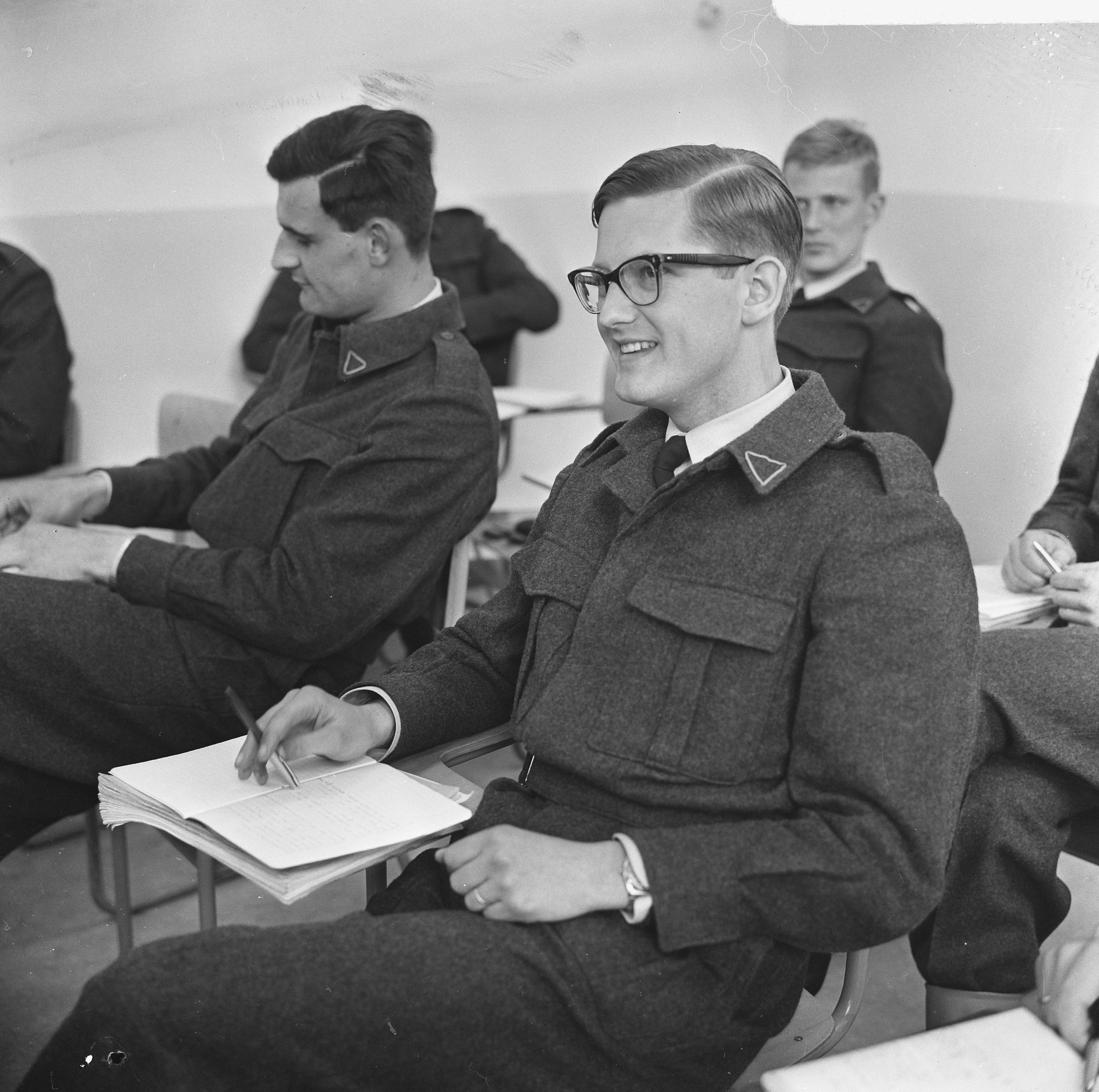
Pieter nel 1966 a Breda

Nel 1966 lavorò presso il Comandante di Stato Maggiore del Dipartimento Legale delle Forze Aeree dell'Aia, per ottenere un anno dopo nella base aerea di Gilze en Rijen il Vliegeropleiding Klein Militair Brevet. Nel 1968 venne nominato aviatore ufficiale di riserva nello squadrone 300 della base aerea di Deelen ed è colonnello di riserva dal 2005. Nel 2019 è stato invece promosso al grado di commodoro titolare della Koninklijke Luchtmacht e mantiene la funzione di aiutante in servizio straordinario.

#### Settore della sicurezza

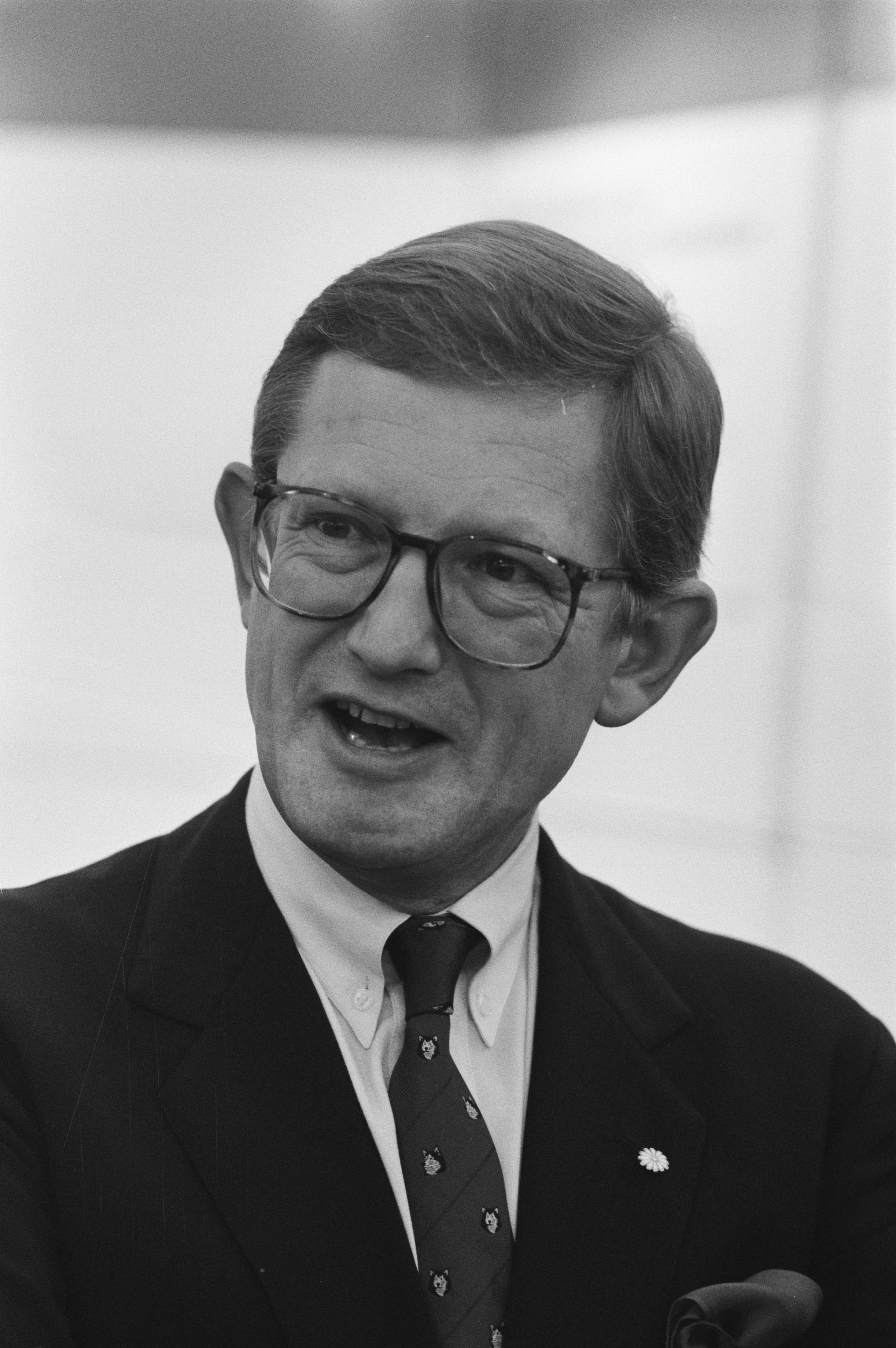
Pieter nel 1989

Nel 1975 è stato consigliere di sicurezza stradale al Ministro dei Trasporti, dei Lavori Pubblici e della Gestione delle Risorse idriche e in seguito ricoprì la carica di presidente in diverse organizzazioni del settore, tra cui la Society and Safety Foundation, dal 1986 al 2019, e il Consiglio per la sicurezza olandese, dal 2005 al 2011.
Nel 1990 lavorò come consulente di Karel Van Miert e nel 2004 è entrato a far parte del Group of Experts on Accident Investigation, un gruppo consultivo della Commissione europea, ed è stato cofondatore dell'International Transportation Safety Association e del Consiglio europeo per la sicurezza dei trasporti. Nel 2005 è stato nominato professore di pratica di gestione del rischio dall'Università di Twente.

#### Indagine sull'incendio del 2005
Nel 2006, come presidente del Consiglio olandese per la sicurezza, supervisionò l'inchiesta sull'incendio avvenuto il 27 ottobre 2005 nel centro di detenzione temporanea dell'aeroporto di Amsterdam-Schiphol. Presentò un rapporto finale il 21 settembre del 2006, indicando come responsabili indiretti dell'incidente tre ministri: Piet Hein Donner, Sybilla Dekker e Rita Verdonk, i primi due dei quali si dimisero.

#### Incidente del volo TK1951
Dopo l'incidente del volo TK1951 del 25 febbraio 2009, in cui l'aeroplano Boeing 737-800 da Istanbul si schiantò sull'aeroporto di Amsterdam-Schiphol, portò avanti le indagini del Consiglio per la sicurezza. L'inchiesta lo portò in conflitto con l'Ufficio del Procuratore Generale, il quale chiese l'accesso alla scatola nera con la registrazione dei dati dell'aereo. Van Vollenhoven accolse negativamente la richiesta, dichiarando che non c'era motivo di dubitare sulle modalità di esecuzione dell'indagine.

#### Conservazione dei monumenti e dell'ambiente

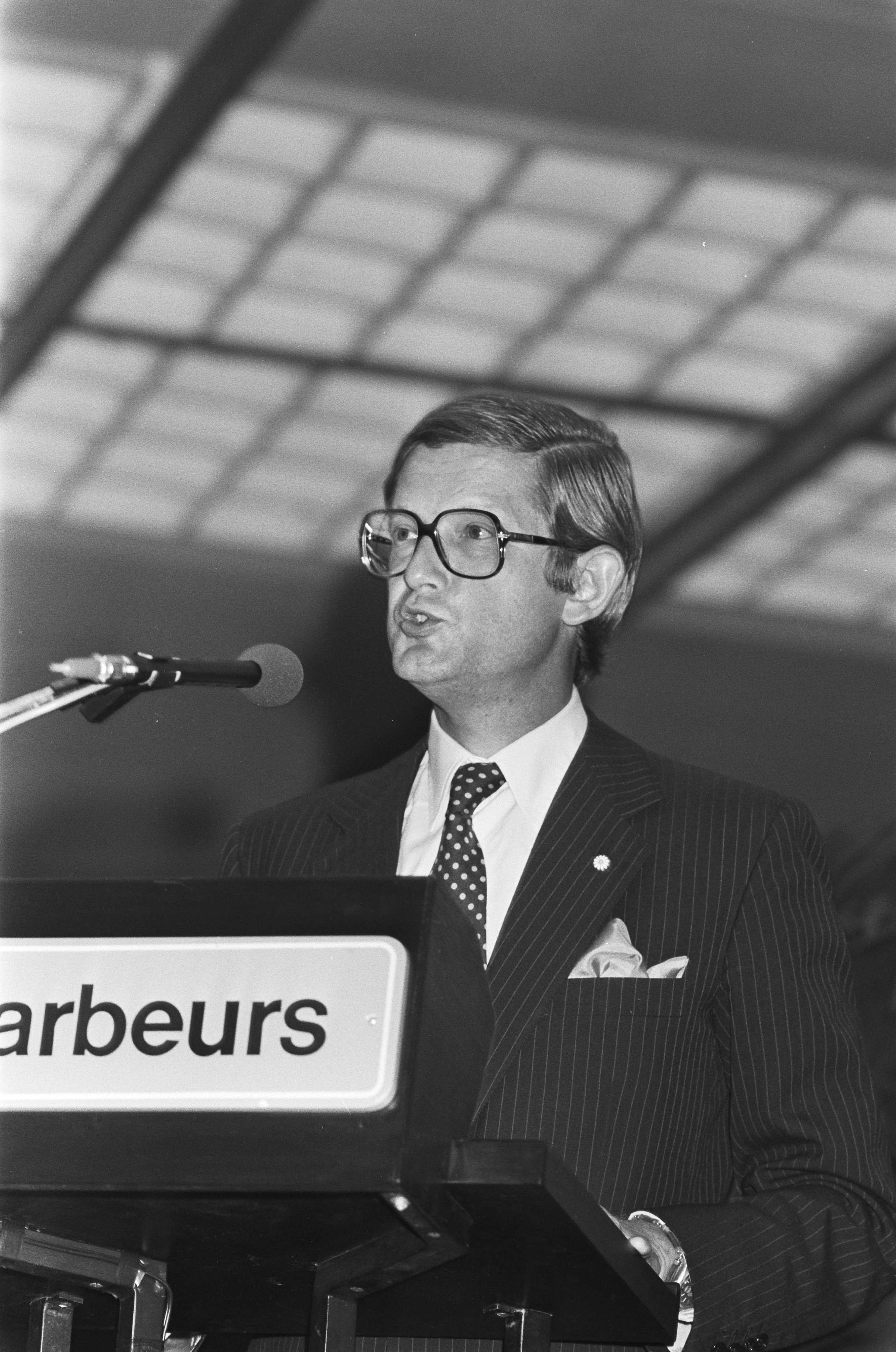
Pieter a Utrecht nel 1980

Fino al 2012, in veste di presidente del 
consiglio di amministrazione del Fondo Nazionale per il Restauro, si è dedicato a livello nazionale alla conservazione di monumenti e oggetti di valore storico e culturale.
Fino al 2014 è stato presidente della National Green Fund Foundation, che finanzia progetti per i paesaggi naturali dei Paesi Bassi. Da allora è stato nominato presidente di diversi comitati relativi allo sviluppo dei parchi nazionali dei Paesi Bassi e, dal 2017, ricopre questa carica nella National Park Exploration Committee.
Per lasciare vivo il suo impegno nel restauro, nel 2013 è stato istituito un premio a lui intitolato, il Pieter van Vollenhovenprijs, che viene annualmente assegnato a individui o a organizzazioni che si impegnano nella conservazione o nella ristrutturazione dei monumenti olandesi.

### Altre attività

#### Filantropia e fotografia
È presidente onorario del Victim Support Fund, di cui è stato uno dei fondatori nel 1989 e membro del consiglio di amministrazione fino al 2015. Attivo come fotografo, nel 2008 e nel 2009 il Victim Support Fund ha raccolto fondi attraverso la vendita di calendari corredati dalle sue opere.

#### Attività pianistica

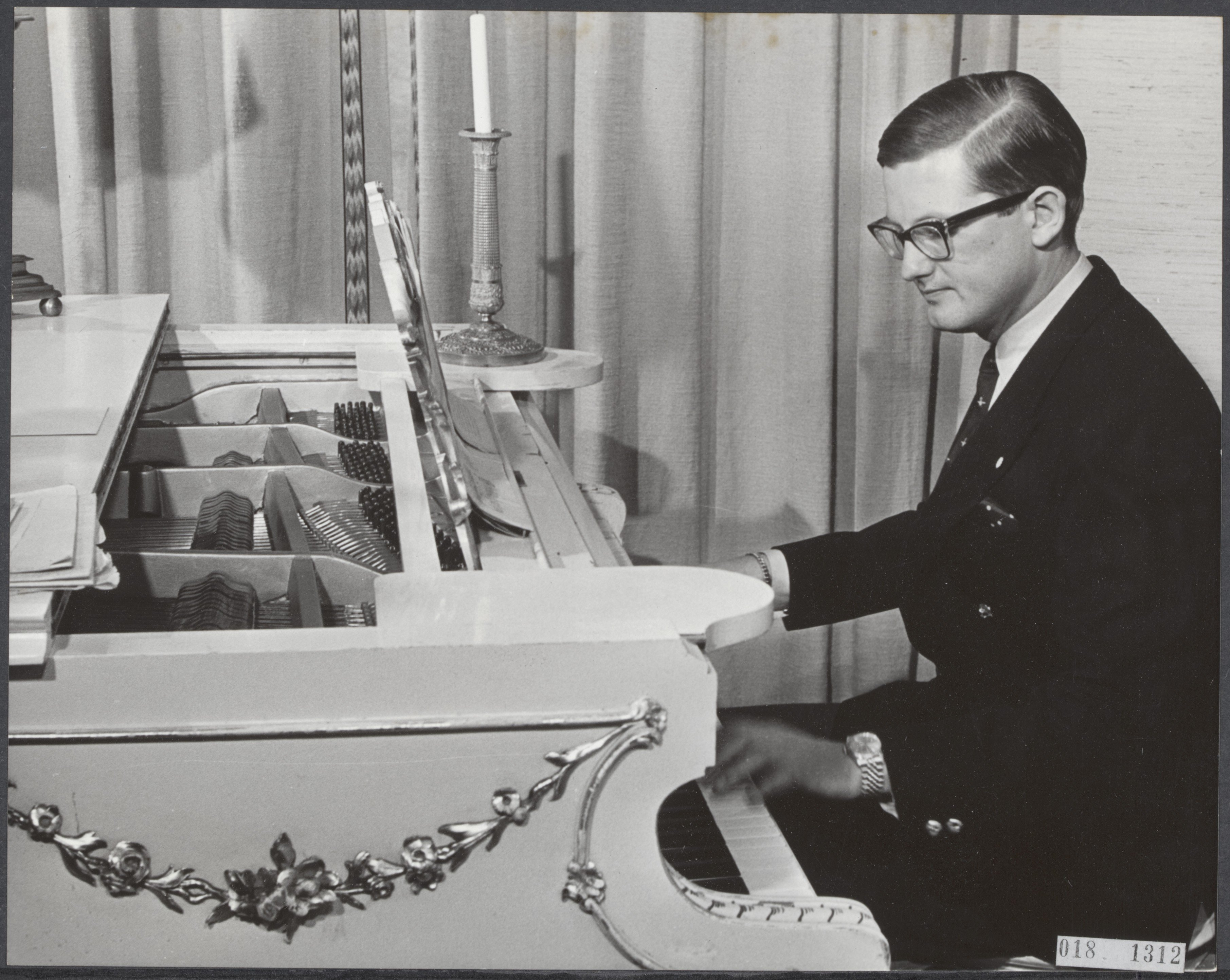
Pieter al pianoforte nel 1967

Nel 1986 formò con i pianisti Pim Jacobs e Louis van Dijk il trio De Gevleugelde Vrienden, con cui si esibiva a sostegno del Victim Support Fund. Il trio aveva ottenuto quattro dischi d'oro. Dopo la morte di Jacobs nel 1996, van Vollenhoven ha proseguito l'attività pianistica con van Dijk e Koos Mark.

#### Sport
È appassionato di golf, immersione e tuffi. Il 10 giugno 2022 ha ufficialmente aperto gli Special Olympics National Games di Twente.

### Salute
Nel maggio 2017 gli fu diagnosticato un melanoma, rimossogli presso il Netherlands Cancer Institute di Amsterdam, e a novembre gliene fu diagnosticato un secondo, poi rimosso.

## Cariche onorarie

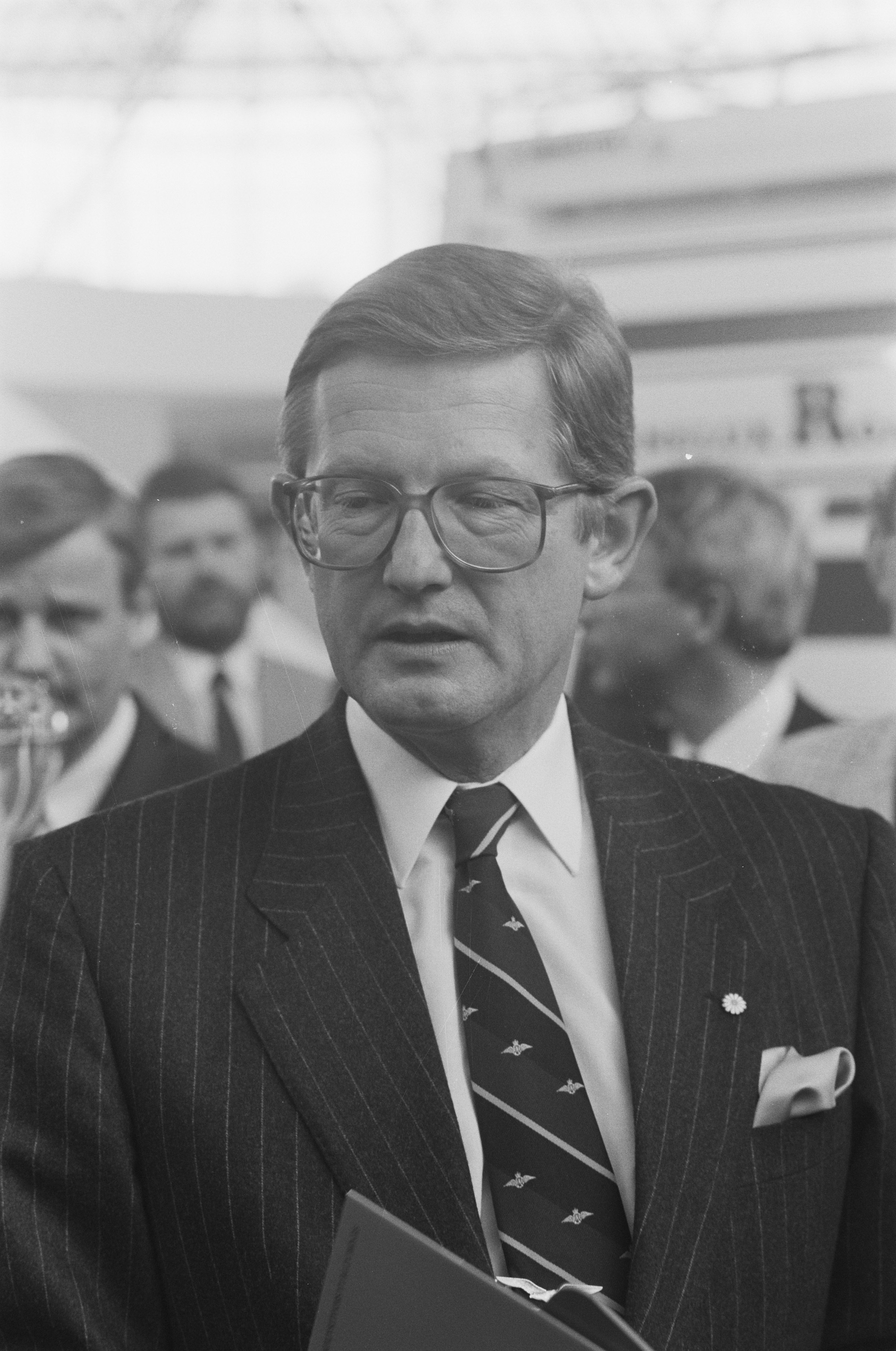
Pieter all'Amsterdam RAI nel 1988

Ricopre le seguenti cariche onorarie:
- Patrono del Fondo nazionale per lo sport per i disabili;
- Patrono del Vogelbescherming Nederland;
- Patrono della Società Olandese per la Scienza della Sicurezza;
- Patrono dell'Associazione olandese per i pazienti con colpi di frusta;
- Patrono della Federazione dei servizi di assistenza telefonica SOS nei Paesi Bassi;
- Patrono della Stichting Studentensport Nederland;
- Patrono della Netherlands Student Chamber Orchestra (NESKO);
- Patrono della Società degli Amici della Banda della Royal Netherlands Air Force;
- Patrono della sezione olandese dell'Associazione dei Giornalisti Europei;
- Patrono di Netherlands-American Amity Trust (Washington);
- Patrono della Netherland-America Foundation (New York):
- Patrono della Chiesa di San Lorenzo;
- Patrono della Fondazione Menno van Coehoorn;
- Presidente del Comitato consultivo del Museo della Pianola dei Paesi Bassi;
- Presidente del Comitato consultivo della Heritage Open Day Foundation;
- Presidente del Comitato consultivo della Dutch Herring Party Foundation;
- Presidente onorario del Comitato consultivo della Fondazione per la conservazione della Cattedrale di 's-Hertogenbosch;
- Presidente onorario del Brabant International Indoor Horse Show
- Membro del Comitato consultivo dell'Orchestra studentesca J. Pzn. Sweelinck dell'Università di Amsterdam;
- Membro del Comitato consultivo della Semper Crescendo Student Music Society;
- Membro del Comitato consultivo del Leiden Students Collegium Musicum Choir and Orchestra;
- Membro del Comitato consultivo della Amsterdam Chamber Music Society;
- Membro del Comitato consultivo dell'International Association for Handicapped Divers;
- Membro del Comitato consultivo dell'Associazione studentesca Minerva di Leida;
- Membro del Comitato consultivo del Kick-in Committee dell'Università di Twente;
- Membro del Comitato consultivo della University of Twente Business Days Foundation;
- Consigliere del Comitato per la Memoria della Capitolazione del 1945.

## Discografia

### Album
- 1978 – Thank You for the Music (con The Harry van Hoof Orchestra)[11] Philips[12]
- 1979 – Together (con Anita Kerr, Harry van Hoof)[4] Philips 6017 036[12]
- 1985 – Romantiek & Muziek (con artisti vari) Dureco Benelux DCD 2[13]
- 1987 – De Mooiste Gershwin Melodieën (con De Gevleugelde Vrienden) Philips[14]
- 1988 – Together (con Anita Kerr)[4]
- 1989 – Op Tournee (con De Gevleugelde Vrienden) Philips[14]
- 1990 – Just The Way We Are (con De Gevleugelde Vrienden) Dureco[14]
- 1992 – History Of The Musical (con De Gevleugelde Vrienden) Columns Disc[14]
- 1992 – Pieter van Vollenhoven presents: The history of the musical (con Louis van Dijk, Pim Jacobs, Ronnie Price, London Theatre Orchestra)[4] Philips[12]
- 1993 – 5 Jaar (con De Gevleugelde Vrienden) Columns CD 27 07 87[14]
- Presents Instrumental Highlights Of Up With People (Not on Label #1200/01)[12]
- Pieter van Vollenhoven Presenteert Gevleugelde Vrienden – In Concert (con De Gevleugelde Vrienden) Columns Disc 290193, Fonds Slachtofferhulp 290193[12]
- Mr Pieter van Vollenhoven presenteert: Gevleugelde Vrienden – Tin Pan Alley Van Ragtime Tot Rock And Roll (con De Gevleugelde Vrienden) Columns Disc 290245[12]
- 50 Jaar Bevrijding (con De Gevleugelde Vrienden) Columns Disc 280796 Mega Sound 280796[14]

### Album + Compilation
- Romantic Feelings 1 (con artisti vari) Philips 824483-2[13]
- Romantische Muziek Voor De Kirst (con artisti vari)[13]

### Compilation
- 1989 – Shall We Dance - The Gershwin years (con Louis van Dijk, Pim Jacobs)[4] Dureco Holland 89001[12]

### EP
- 1977 – 5855 (con Dutch Swing College Band)[11] Stichting Nationaal Fonds Sport Gehandicapten 5855[12]

### Singoli
- 1978 – Pieter's Whistle / 5855 (con The Harry van Hoof Orchestra)[11] Philips[12]
- 1980 – Mary Kay's Theme / Together (con Anita Kerr Singers)[11]
- 1980 - Loo-Show-Trend / M.E.Wals,30 April (con Boa Trix, Margriet e Claus von A.) 'Low' Records 'Low' 300480[12]

## Filmografia
- Jaaroverzicht van het NTS-journaal – telegiornale (1965)[15]
- AVRO's Nationale Verkeerstest - Voorzitter Veilig Verkeer Nederland, regia di Henny Budie – speciale TV (1987)[15]
- Bloemen op het Bordes, regia di Dick van 't Sant, Hetty van Kempen, Aart Zeeman – film TV (1987)[15]
- NOS Journaal – telegiornale (2009)[15]
- RTL Boulevard – serie TV, 1 puntata (2010)[15]
- Pownews – serie TV, 1 puntata (2011)[15]
- Het uur van de wolf – serie TV, 1 puntata (2013)[15]
- TV Monument – documentario (2018)[15]

## Discendenza

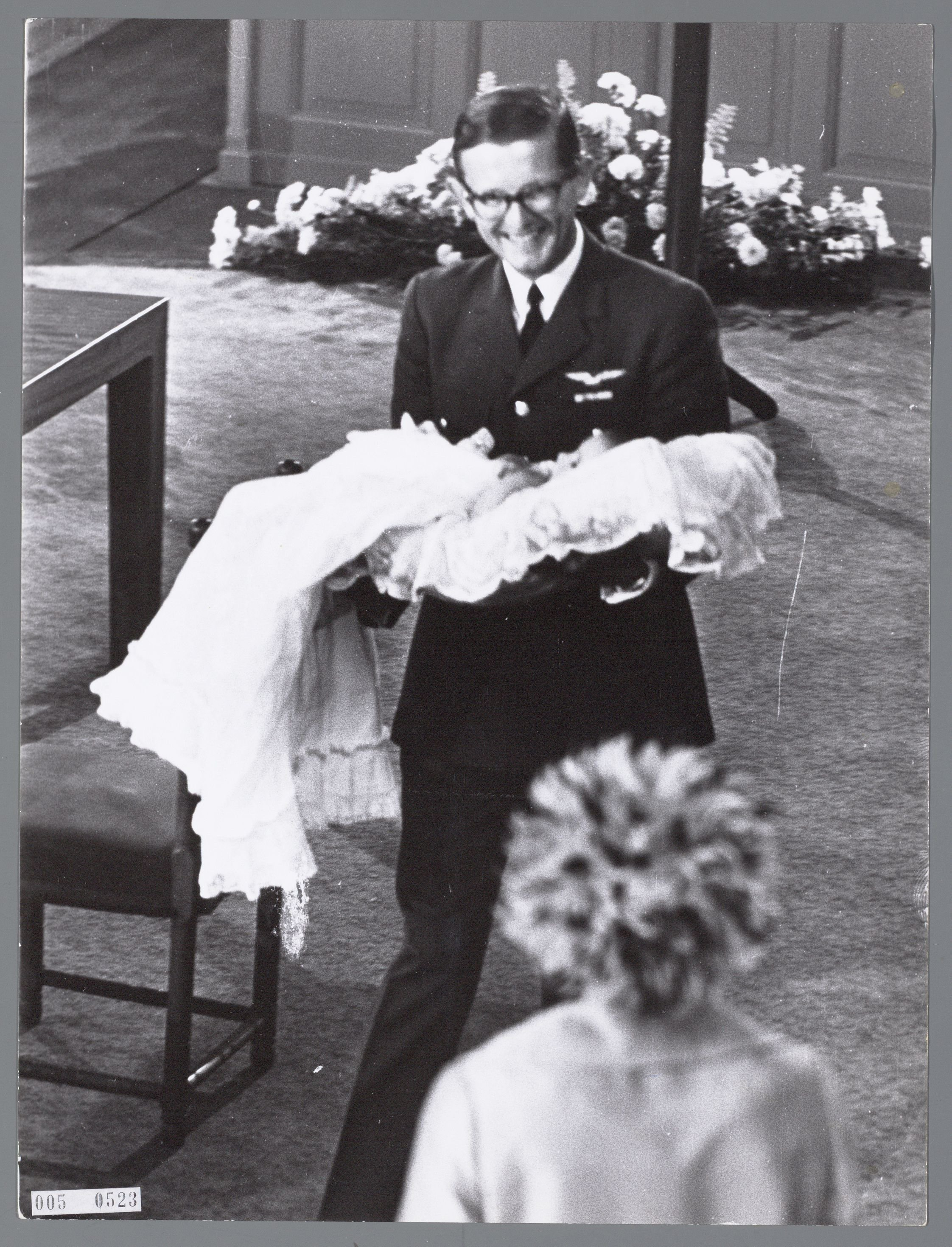
Pieter van Vollenhoven col figlio Maurits in braccio nel giorno del suo battesimo, 10 settembre 1968

Pieter van Vollenhoven e Margherita dei Paesi Bassi hanno avuto quattro figli:
- Principe Maurits Willem Pieter Hendrik van Orange-Nassau, van Vollenhoven (Utrecht, 17 aprile 1968), ha sposato Marie Helene (Marilène) Angela van den Broek (Dieren, 4 febbraio 1970) il 29 maggio 1988 ad Apeldoorn. Hanno avuto due figlie e un figlio:[16]
  - Anastasia Margriet Josephine van Lippe-Biesterfeld van Vollenhoven (nata il 15 aprile 2001 ad Amsterdam);
  - Lucas Maurits Pieter Henri van Lippe-Biesterfeld van Vollenhoven (nato il 26 ottobre 2002 ad Amsterdam);
  - Felicia Juliana Benedicte Barbara van Lippe-Biesterfeld van Vollenhoven (nata il 31 maggio 2005 ad Amsterdam).
- Principe Bernhard Lucas Emmanuel van Oranje-Nassau, van Vollenhoven (Nimega, 25 dicembre 1969), ha sposato Annette Sekrève (L'Aia, 18 aprile 1972) il 6 luglio 2000 a Utrecht. Hanno avuto una figlia e due figli:[17]
  - Isabella Lily Juliana van Vollenhoven (nata il 14 maggio 2002 ad Amsterdam);
  - Samuel Bernhard Louis van Vollenhoven (nato il 25 maggio 2004 ad Amsterdam;
  - Benjamin Pieter Floris van Vollenhoven (nato il 12 marzo 2008 ad Amsterdam).
- Principe Pieter-Christiaan Michiel van Oranje-Nassau, van Vollenhoven (Nimega, 22 marzo 1972), ha sposato Anita Theodora van Eijk (Neuchâtel, 27 ottobre 1969) il 25 agosto 2005 ad Apeldoorn. Hanno avuto una figlia e un figlio:[18]
  - Emma Francisca Catharina van Vollenhoven (nata il 28 novembre 2006 all'Aia);
  - Pieter Anton Maurits Erik van Vollenhoven (nato il 19 novembre 2008 all'Aia).
- Principe Floris Frederik Martijn van Oranje-Nassau, van Vollenhoven (Nimega, 10 aprile 1975), ha sposato Aimée Leonie Allegonde Marie Söhngen (Amsterdam, 18 ottobre 1977) il 20 ottobre 2005 a Naarden. Hanno avuto due figlie e un figlio:[19]
  - Magali Margriet Eleonoor van Vollenhoven (nata il 9 ottobre 2007 ad Amsterdam);
  - Eliane Sophia Caroline van Vollenhoven (nata il 5 luglio 2009);
  - Willem Jan Johannes Pieter Floris van Vollenhoven (nato il 1⁰ luglio 2013 a L'Aia).

## Onorificenze

Stemma di Pieter van Vollenhoven dell'Ordine di Isabella la Cattolica

## Ascendenza
|                                     |                      |                             | Genitori                 |  |  | Nonni |  |  | Bisnonni               |  |  | Trisnonni             |  |
|                                     |                      |                             |                          |  |  |       |  |  | Pieter van Vollenhoven |  |  | Jacob van Vollenhoven |  |
|                                     |                      |                             |                          |  |  |       |  |  | Pieter van Vollenhoven |  |  | Jacob van Vollenhoven |  |
|                                     |                      | Geertruida Johanna Merck    |                          |  |  |       |  |  | Pieter van Vollenhoven |  |  |                       |  |
| Willem Jan van Vollenhoven          |                      |                             |                          |  |  |       |  |  | Pieter van Vollenhoven |  |  |                       |  |
|                                     |                      | Cornelia Rijshouwer         | Jan Rijshouwer           |  |  |       |  |  |                        |  |  |                       |  |
|                                     |                      | Cornelia Rijshouwer         | Jan Rijshouwer           |  |  |       |  |  |                        |  |  |                       |  |
|                                     |                      | Cornelia Rijshouwer         | Johanna van Vollenhoven  |  |  |       |  |  |                        |  |  |                       |  |
| Pieter van Vollenhoven              |                      | Cornelia Rijshouwer         |                          |  |  |       |  |  |                        |  |  |                       |  |
|                                     |                      | Victor Ulysses Buck         | Johann Daniel Buck       |  |  |       |  |  |                        |  |  |                       |  |
|                                     |                      | Victor Ulysses Buck         | Johann Daniel Buck       |  |  |       |  |  |                        |  |  |                       |  |
|                                     |                      | Victor Ulysses Buck         | Julie Philippine Donner  |  |  |       |  |  |                        |  |  |                       |  |
| Auguste Philippine Buck             |                      | Victor Ulysses Buck         |                          |  |  |       |  |  |                        |  |  |                       |  |
|                                     |                      | Caroline Dorothea Zickwolff | Hermann Zickwolff        |  |  |       |  |  |                        |  |  |                       |  |
|                                     |                      | Caroline Dorothea Zickwolff | Hermann Zickwolff        |  |  |       |  |  |                        |  |  |                       |  |
|                                     |                      | Caroline Dorothea Zickwolff | Charlotte Sophie Kolligs |  |  |       |  |  |                        |  |  |                       |  |
| Pieter van Vollenhoven              |                      | Caroline Dorothea Zickwolff |                          |  |  |       |  |  |                        |  |  |                       |  |
|                                     | Hendrik Jan de Lange | Adrianus Petrus de Lange    |                          |  |  |       |  |  |                        |  |  |                       |  |
|                                     | Hendrik Jan de Lange | Adrianus Petrus de Lange    |                          |  |  |       |  |  |                        |  |  |                       |  |
|                                     | Hendrik Jan de Lange | Anna Wentel                 |                          |  |  |       |  |  |                        |  |  |                       |  |
| Antonius Matthias de Lange          | Hendrik Jan de Lange |                             |                          |  |  |       |  |  |                        |  |  |                       |  |
|                                     |                      | Jacoba Gijsberta Hirschig   | Antonius Hirschig        |  |  |       |  |  |                        |  |  |                       |  |
|                                     |                      | Jacoba Gijsberta Hirschig   | Antonius Hirschig        |  |  |       |  |  |                        |  |  |                       |  |
|                                     |                      | Jacoba Gijsberta Hirschig   | Matthia Antonia Snoeck   |  |  |       |  |  |                        |  |  |                       |  |
| Jacoba Gijsbertha Stuyling de Lange |                      | Jacoba Gijsberta Hirschig   |                          |  |  |       |  |  |                        |  |  |                       |  |
|                                     |                      | Hendrik Jacob Kann          | Johannes Kann            |  |  |       |  |  |                        |  |  |                       |  |
|                                     |                      | Hendrik Jacob Kann          | Johannes Kann            |  |  |       |  |  |                        |  |  |                       |  |
|                                     |                      | Hendrik Jacob Kann          | Amalia Isaac de Jonge    |  |  |       |  |  |                        |  |  |                       |  |
| Amalia Anna Jacoba Kann             |                      | Hendrik Jacob Kann          |                          |  |  |       |  |  |                        |  |  |                       |  |
|                                     |                      | Anna Willemina van Doorn    | Paulus Willem van Doorn  |  |  |       |  |  |                        |  |  |                       |  |
|                                     |                      | Anna Willemina van Doorn    | Paulus Willem van Doorn  |  |  |       |  |  |                        |  |  |                       |  |
|                                     |                      | Anna Willemina van Doorn    | Annetje Koker Bakker     |  |  |       |  |  |                        |  |  |                       |  |
|                                     |                      | Anna Willemina van Doorn    |                          |  |  |       |  |  |                        |  |  |                       |  |